# تكون جبال تاكونيك

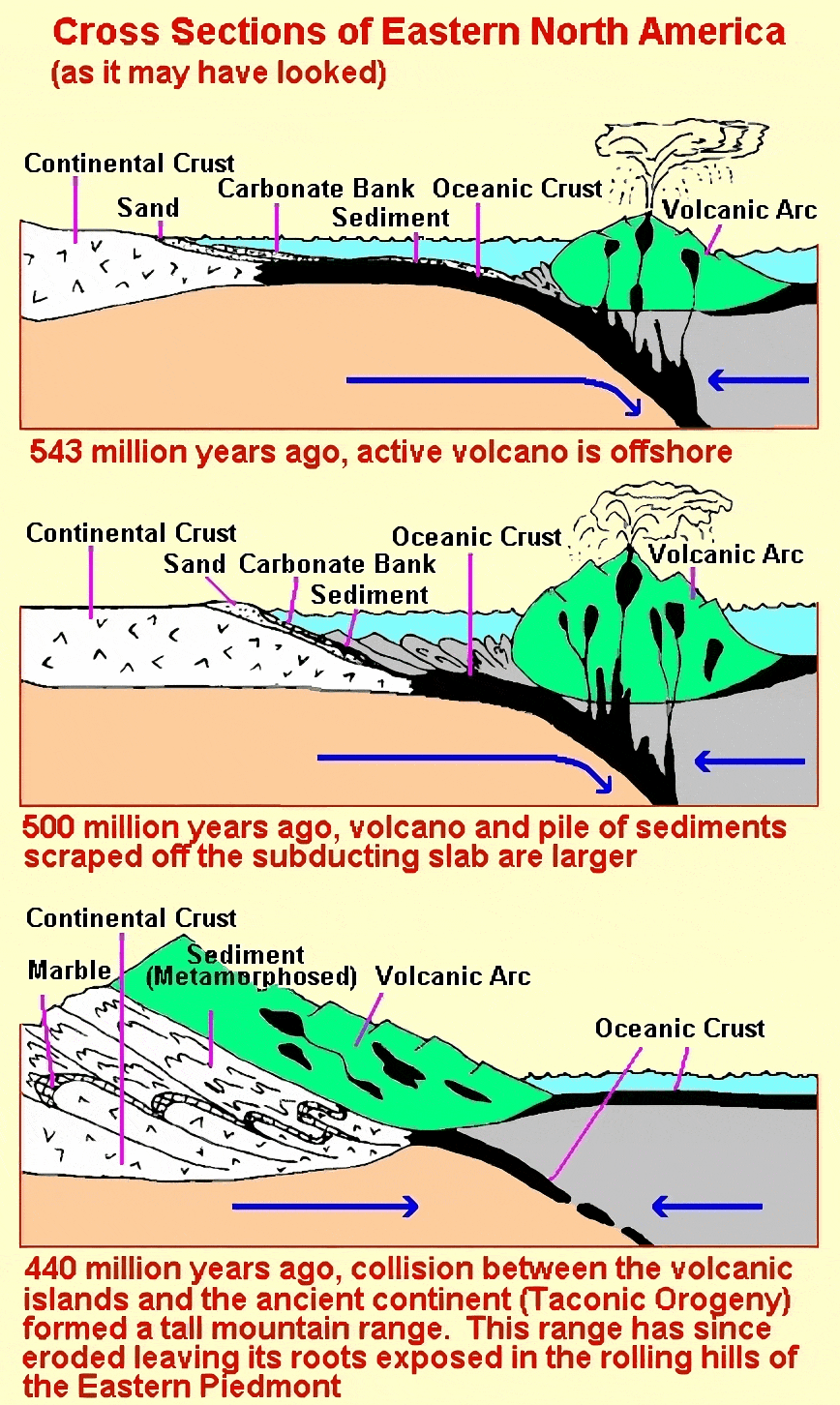
رسم توضيحي لجبال تاكونيك

تكون الجبال تاكونيك (بالإنجليزية: Taconic orogeny)‏ فترة بناء جبال انتهت منذ 440 مليون سنة مضت وأثرت على معظم نيو إنجلاند الحالية. تشكلت سلسلة جبال عظيمة من شرق كندا إلى ما يُعرف الآن بهضبة بيدمونت على الساحل الشرقي للولايات المتحدة. ومع تآكل سلسلة الجبال في العصر السيلوري والعصر الديفوني، انتشرت الرواسب في جميع أنحاء جبال الأبالاش الحالية ووسط القارة الأمريكية الشمالية.